# Jacques Doucet
Jacques Doucet (Paris, 19 de fevereiro de 1853 - Paris, 30 de outubro de 1929) foi um designer de moda francês. 

## Carreira

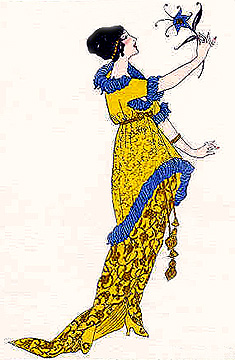
Vestido desenhado por Jacques Doucet

Proprietário de uma loja que herdou de sua mãe, localizada na rua da paz, Jacques Doucet fundou em Paris uma das primeiras casas de alta costura. A sua rica clientela de atrizes e mulheres de todo o mundo (Réjane, Sarah Bernhardt, Liana de Pougy e a Bela Otero) asseguraram-lhe uma fortuna que lhe permitiu satisfazer suas paixões como amante dos livros e da arte. Após  ter reunido variados objetos de arte do século XVIII (Quadros, desenhos, esculturas, trabalhos cientificos), colecionou vários livros desta mesma época, e logo a seguir vendeu esta primeira coleção em 1912 para adquirir telas de Manet, Cézanne, Degas, Van Gogh. Mas Doucet tinha objetivos maiores; desde 1909, financiava “célular de pesquisa” a respeito da história da arte em sua exaustividade. Requisitou verdadeiros programas de investigação, e cercou-se de eminentes especialistas sobre o assunto.
É mesmo um dos primeiros a compreender o valor dos manuscritos antigos. Notando a falta de documentação de que a história da arte sofre, constituiu, com o auxílio dos especialistas, uma biblioteca que cobre a arte de todas épocas e de todos os países. Em 1917, ofereceu sua biblioteca à universidade de Paris, que mais tarde se transformará na biblioteca da arte e da arqueologia, então em 2003, a biblioteca do I'INHA. 
Amigo de André Suarès, colecciona os manuscritos deste último, interessa-se aos da geração precedente (Stendhal, Baudelaire, Verlaine, Rimbaud) e a geração contemporânea (Apollinaire, Gide, Cocteau, Mauriac, Montherlant, Maurois, Paul Morand, Paul Valéry, Proust, Giraudoux). 
Sua carreira como estilista iniciou-se quando herdou esta casa de costura, que fabricava lingeries. Em 1895, fundou a Maison de alta costura, onde criou modelos que tornaram-se famosos pelo perfeito acabamento que dava a todas as roupas que criava.